# با آتش و شمشیر (فیلم)
با آتش و شمشیر (لهستانی: Ogniem i Mieczem) یک فیلم درام تاریخی لهستانی به کارگردانی یژی خوفمن است که در سال ۱۹۹۹ منتشر شد.

## گزیدهٔ بازیگران
- بودان اشتوپکا
- الکساندر داماگارف
- کشیشتف کوالفسکی
- میخاو ژبروفسکی
- زبیگنیف زاماخوفسکی
- ایزابلا اسکروپو
- آندژی سورین
- ویکتور زبوروفسکی
- اوا ویشنیفسکا
- چسواف لاسوتا
- ماچئی کوزووفسکی
- مارک کندرات
- وویچیخ مالایکات
- روسلانا پیسانکا
- دانیل اولبریخسکی
- لشک تله‌شینسکی
- یژی بونچاک
- آندژی کوپیچینسکی
- گوستاف هولوبک
- آدام فرنتسی
- گوستاو لوتکیه‌ویچ
- داریوش گناتوفسکی
- لخ دیبلیک
- رافائو چیه‌شینسکی
- آنا مایخر
- یوآنا بروژیک
- برنارد وادیش
- آندژی پیچنسکی
- ووجیمیش بدنارسکی
- آگنیشکا کروکوونا
- آندژی شچتکو
- ائوگنیوش پریویژینسف
- بارتوش اُبوخوویچ
- پاوئو کلشچ
- ووجیمیش بدنارسکی
- کشیشتف کوئوباشوک
- کشیشتف ووکاشِویچ
- استفان اشمیت